# Urinsyra

Strukturformel (C_{5}H_{4}N_{4}O_{3}).

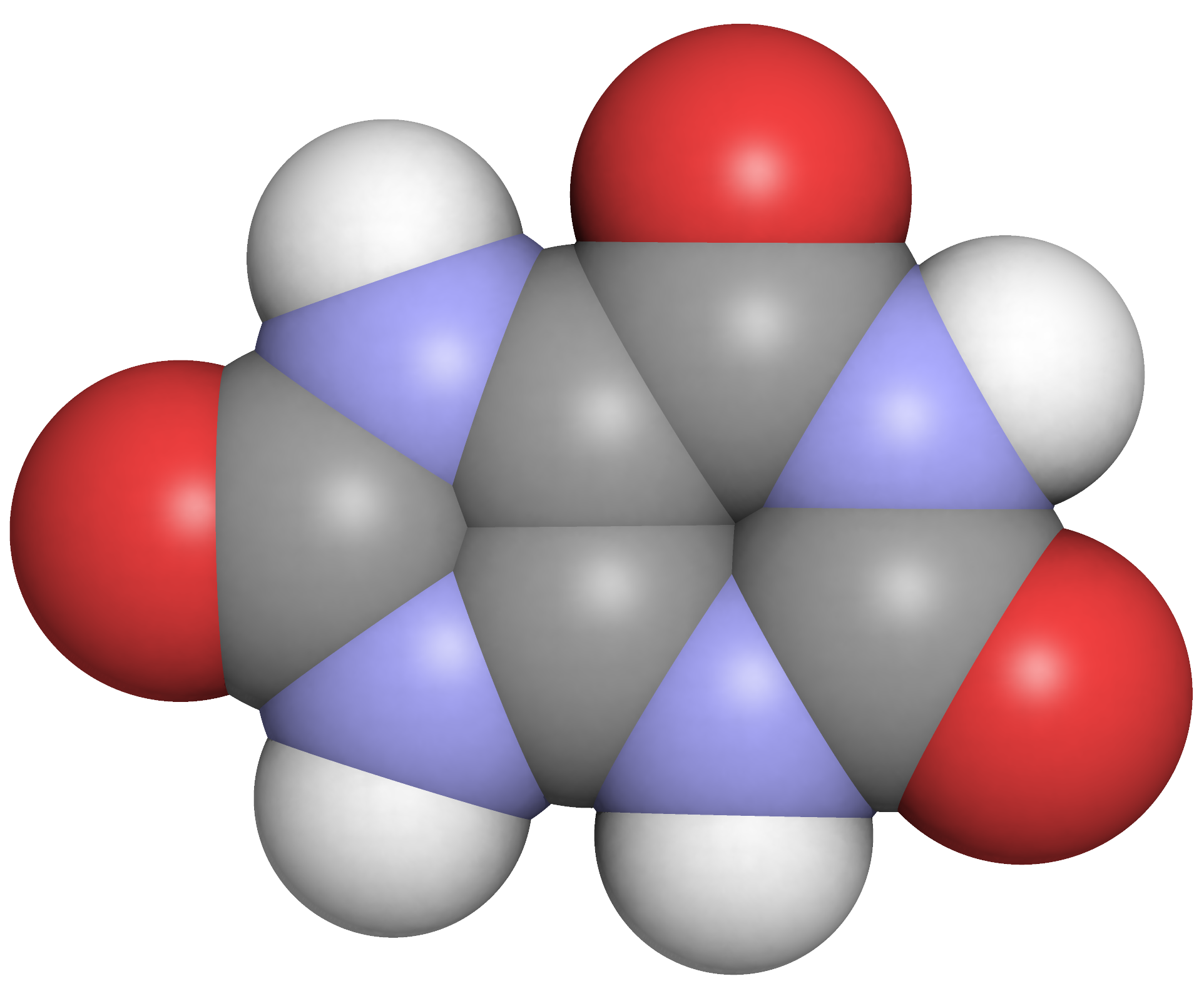
Bollmodell.

Urinsyra hör till den grupp av heterocykliska föreningar som kallas puriner. Det kemiska namnet är trihydroxipurin eller trioxipurin. I jonform kallas urinsyra för urat.

## Fåglar
Urinsyra är ett ämne som finns i avföring hos fåglar. Till skillnad från andra djur omvandlar fåglar restprodukten ammoniak till urinsyra istället för urinämne trots att det är en mycket mer energikrävande omvandlingsprocess. Fåglar kan inte kosta på sig att bära runt på en massa vatten och till skillnad från urinämnet behövs det inte nämnvärt mycket vatten för att göra sig av med urinsyra.

## Människan
Vid fysiologiskt pH som i blodet förekommer urinsyra huvudsakligen i form av urat. Förhöjda nivåer av urinsyra i blodet kallas hyperurikemi och är förknippat med gikt. Alltför låga värden är mycket ovanligt, och kallas hypourikemi.
Flera faktorer påverkar nivåerna av urinsyra i blodet. Vissa substanser minskar mängden utsöndrad urinsyra, och därför ökar nivåerna i blodet. Dit hör vätskedrivande medel (troligen undantaget kaliumsparande diuretika), nikotinamid, viss medicin mot tuberkulos, testosteron och andra androgener, och vissa immunosuppressiva läkemedel. Andra substanser ökar bildningen av urinsyra. Sådana innefattar fruktos, xylitol, och vissa cytotoxiska läkemedel. Övriga ämnen som ökar koncentration i blodet är levodopa (dopamin), betablockerare, och mjölksyra. Ämnen som ökar utsöndringen av urinsyra innefattar östrogen, kalciumantagonister, statiner, vitamin C, och kalcitonin. Acetylsalicylsyra har en paradoxal effekt och sänker eller höjer nivåerna beroende på dos.